# انفجار الناصرية 2003
تفجير الناصرية عام 2003 كان هجومًا انتحاريًا على مقر كارابينييري الإيطالي ام اس يو في مدينة الناصرية احدى مدن العراق تقع في جنوب بغداد في تاريخ 12 نوفمبر 2003 حيث أسفر الهجوم عن مقتل 18 جنديًا إيطاليًا و معظمهم من أفراد ام اس يو كارابينييري وهو مواطن إيطالي و 9 مدنيين عراقيين وكان أسوأ كارثة عسكرية إيطالية منذ الحرب العالمية الثانية .
حيث كان الهجوم الذي وصفه الرئيس الإيطالي كارلو أزيغليو شيامبي بأنه "عمل إرهابي" ضمن سلسلة هجمات عديدة على أهداف عسكرية دولية غير أمريكية في العراق وقعت بعد وقت قصير من انتهاء العمليات القتالية الرئيسية . بما في ذلك السفارتان الأردنية والتركية و الصليب الأحمر الدولي ومرافق الأمم المتحدة. 

## مقدمة
قبل الغزو الذي قادته الولايات المتحدة للعراق عام 2003 كان مقر Carabinieri المستقبلي والبرتغالي Guarda Nacional Republicana هو غرفة تجارة الناصرية وهي عبارة عن مبنى من ثلاثة طوابق بالقرب من نهر الفرات و كانت أولى القوات الأمريكية التي احتلت المبنى من مشاة البحرية من الوحدة الاستكشافية البحرية الخامسة عشرة والتي تم إعفاؤها لاحقًا من قبل جنود الاحتياط من الكتيبة الثانية 25 من مشاة البحرية .
شاركت إيطاليا في حرب العراق كجزء من القوة المتعددة الجنسيات في العراق من 15 يوليو 2003 حتى 1 ديسمبر 2006 و في الناصرية وحولها (انظر عملية بابل القديمة ) في 19 يوليو 2003 تم استبدال مشاة البحرية في الناصرية بأفراد من الكارابينيري والجيش الإيطالي و كانت القوات الإيطالية في العراق تحت القيادة البريطانية وتلك الموجودة في الناصرية كانت تضم حوالي 3000 جندي إيطالي في البلاد بما في ذلك 400 من قوات الكارابينيري من الوحدة المتخصصة متعددة الجنسيات . 

## هجوم
بدأ الهجوم قبل الساعة 11:00 بقليل صباحًا عندما انطلقت شاحنة صهريج كبيرة نحو مدخل القاعدة و أطلقت القوات العراقية النار على الشاحنة في محاولة فاشلة لإيقاف السيارة وأطلق أحد المهاجمين على الأقل النار من بندقيته وقال شهود عيان ان سيارة خادعة كانت قد سبقت الشاحنة حيث اصطدمت الناقلة ببوابة المبنى وانفجرت في كرة نارية ضخمة وأصيبت منازل مجاورة بأضرار هيكلية وحرق سيارة تقل خمس نساء عراقيات مما أدى إلى مقتل من بداخلها و كان الانفجار قويا لدرجة أن المباني عبر نهر الفرات تحطمت النوافذ حيث تم تدمير المبنى المكون من ثلاثة طوابق والذي يستخدم كمقر إيطالي مع انهيار واجهة المبنى وقتل في الانفجار 18 جنديا إيطاليا بينهم 12 شرطيا من الكارابينيري و إلى جانب مواطن إيطالي وأصيب 20 إيطاليًا و 80 عراقياً بجروح.  

## ما بعد الكارثة
والهجوم هو أسوأ حادث يتعرض له جنود إيطاليون منذ عملية استعادة الأمل في الصومال وأكبر خسارة للجنود الإيطاليين منذ الحرب العالمية الثانية وهكذا صدم الهجوم إيطاليا وأدخلها في فترة حداد لمدة ثلاثة أيام و أقيم الجنود في جنازة رسمية على الرغم من الخسارة الكبيرة حيث أكد رئيس الوزراء الإيطالي سيلفيو برلسكوني التزامه بالمهمة في العراق وقال الرئيس جورج دبليو بوش في بيان بالبيت الأبيض "اليوم في العراق عضو في حلف شمال الأطلسي إيطاليا فقد بعض أبنائه الفخورين في العراق في خدمة الحرية والسلام ". 
وألقى وزير الدفاع الإيطالي أنطونيو مارتينو باللوم على الموالين لصدام حسين قائلا "الأدلة على الأرض و تقارير المخابرات تقودنا إلى الاعتقاد بأن هجوم اليوم تم التخطيط له وتنفيذه من قبل فلول موالين لصدام ... متحدين مع متطرفين عرب ". 

## فيلم
- الناصرية - لكل غير ديمنتيكير [7]
- 20 سيجارة

## روابط خارجية
- هجوم على الشرطة الإيطالية يقتل 26 في العراق

## أنظر أيضا
- عملية بابل القديمة
- هجمات الناصرية 2017
- وحدة متخصصة متعددة الجنسيات